# Maesa eramangensis
Maesa eramangensis är en viveväxtart som beskrevs av Carl Christian Mez. Maesa eramangensis ingår i släktet Maesa och familjen viveväxter. Inga underarter finns listade i Catalogue of Life.